# Joan Fuster i Ortells
|  | «Joan Fuster» redirigeix aquí. Vegeu-ne altres significats a «Joan Fuster (desambiguació)». |

Joan Fuster i Ortells (Sueca, 23 de novembre de 1922 - Sueca, 21 de juny de 1992) fou un escriptor valencià en llengua catalana. Tot i que va ser més reconegut popularment per la seua obra principal, l'assaig històric Nosaltres, els valencians, el seu llibre més influent, la seua tasca investigadora i editorial abraça diferents facetes i camps de coneixement, incloent-hi la lingüística, la història i la filosofia i el turisme. És considerat com un dels assagistes en català més importants del segle xx.
Fuster va ser l'assagista valencià més important de les generacions d'intel·lectuals sorgides després de la Guerra Civil Espanyola, amb una força que depassà l'àmbit literari i es projectà sobre la vida cultural i cívica dels territoris catalanoparlants. A partir de la dècada del 1960 va esdevenir un referent cívic al País Valencià en el moviment de represa i normalització del valencià, i una figura clau en el debat sobre la identitat valenciana en la segona meitat del segle xx, moment en què el «fusterianisme» esdevé un paradigma interpretatiu d'extraordinària influència en el món intel·lectual i, en menor mesura, en el polític.

## Biografia i obra

### Joventut
La seua família era de procedència agrícola. La primera excepció va ser el seu pare (dirigent local del Partit Carlista), que va aprendre l'ofici de tallista d'imatges i va exercir de professor de dibuix en una escola de secundària. Joan Fuster, doncs, no va ser un home de lletres per tradició familiar. Va tenir un germà, que va morir abans de nàixer ell. De ben jove, Fuster s'identificava amb un imaginari localista suecà i conservador.
Fuster va construir la seua arquitectura teòrica, la seua formació, amb els debats sobre la nacionalitat espanyola hereus de la Generació del 98. De la mateixa manera que el catalanisme va crear un relat diferenciat del nacionalisme espanyol on la llengua catalana tindria un paper central, Fuster s'oposà al nacionalisme espanyol de base lingüística castellana amb un altre nacionalisme lingüístic, si bé les reflexions fusterianes sobre el País Valencià tenen en l'explicació històrica un paper central a l'hora de respondre la introspecció sobre la identitat del poble valencià. La idea d'una trajectòria històrica frustrada (especialment pel que fa a la incapacitat d'arribar a una modernitat plena), bevia de la consideració que tenien d'Espanya els regeneracionistes d'Ortega y Gasset i la Generació del 98. Una altra explicació de trajectòria socioeconòmica fallida, la d'una revolució burgesa i industrial fracassada, esta d'influència marxista, el connectaren amb la interpretació històrica de l'esquerra i l'antifranquisme de la seua època. També van ser determinants al pensament fusterià la influència de Jaume Vicens i Vives, i la percepció de la trajectòria socioeconòmica d'Espanya com un fracàs a l'hora d'assolir la modernització i la industrialització, amb Catalunya com a contrapès.
Fuster, si bé a l'època en què va escriure el seu assaig Nosaltres, els valencians es declarava liberal, en la seua joventut havia estat afiliat tant al Frente de Juventudes com, automàticament quan va assolir la majoria d'edat, a la Falange Espanyola. Sobre aquesta època, el mateix escriptor va afirmar que «com qualsevol altra criatura provinciana de la postguerra, vaig créixer intel·lectualment en la ignorància total i en la intoxicació doctrinària del de la Dictadura».
El 1943 va començar els estudis de Dret a la Universitat de València i els va combinar amb una formació autodidàctica que el portarà cap a l'ofici de crític literari i columnista. Un any més tard, va publicar a l'almanac de Las Provincias el seu primer article escrit en català: «Vint-i-cinc anys de poesia valenciana». Amb vint-i-cinc anys s'introdueix a la tertúlia del Grup Torre, comandats per Xavier Casp. Al grup, batejat així per l'Editorial Torre on publicaria alguns dels primers treballs, Fuster troba un espai d'intercanvi d'idees i de difusió literària sense parangó al País Valencià de postguerra, a banda d'un ambient proper al catalanisme en un moment en què el jove suecà ja començava a deixar enrere la seua identificació amb el regionalisme per a situar-se en posicions adscrites al catalanisme, filiació personal que el mateix Fuster datava el 1947. Durant la primera meitat de la dècada del 1950, la figura de Casp exercirà una forta influència en Fuster i el seu pensament, en un moment en què el suecà es percebia a si mateix allunyat dels mites i autosatisfaccions del regionalisme valencià.
Entre 1946 i 1956 va codirigir, juntament amb Josep Albi, la revista Verbo. Paral·lelament amb l'exercici de la seua feina d'advocat a la seua població natal inicià les seves col·laboracions amb la premsa, especialment al diari Levante-EMV de València, i posteriorment a la revista Destino i al diari barceloní de La Vanguardia. Entre 1961 i 1966 col·laborà amb El Correo Catalán.
A partir del 1947 es llicencia en Dret i durant uns anys exerceix d'advocat a Sueca. Paral·lelament escrivia col·laboracions periòdiques a la premsa, una de les facetes més constants de la seua producció: Valencia, Levante, Jornada i també al setmanari barceloní Destino i en algunes revistes catalanes publicades a l'exili. A Mèxic, precisament, va ser publicat un opuscle titulat La poesia catalana a la Renaixença (1954). Els seus primers llibres, tanmateix, van ser de poemes: Sobre Narcís (1949), Ales o mans (1949), Terra en la boca (1953) i Escrit per al silenci (1954). La poesia fusteriana, que va recollir després en el volum Set llibres de versos (1987), s'insereix en una línia existencialista i reflecteix les preocupacions del moment històric. Molts anys després d'haver abandonat la poesia, Fuster es burlava de la que havia produït («pecat de joventut», «versets») quan, vist en perspectiva, havia estat el poeta més brillant en llengua catalana que produïa el País Valencià des del segle xix, només superat a partir de Vicent Andrés Estellés.
Pel que fa a la interpretació de la seua poesia, Salvador Ortells Miralles és autor de l'obra Veure dins els versos: la poesia de Joan Fuster (València: PUV, 2018, col. «Càtedra Joan Fuster», 24) en la qual ofereix un estudi molt complet i exhaustiu de l'obra poètica escrita per Joan Fuster; és un volum fruit de la tesi doctoral homònima d'Ortells Miralles, defensada a la Universitat de València.

### Dècada del 1950

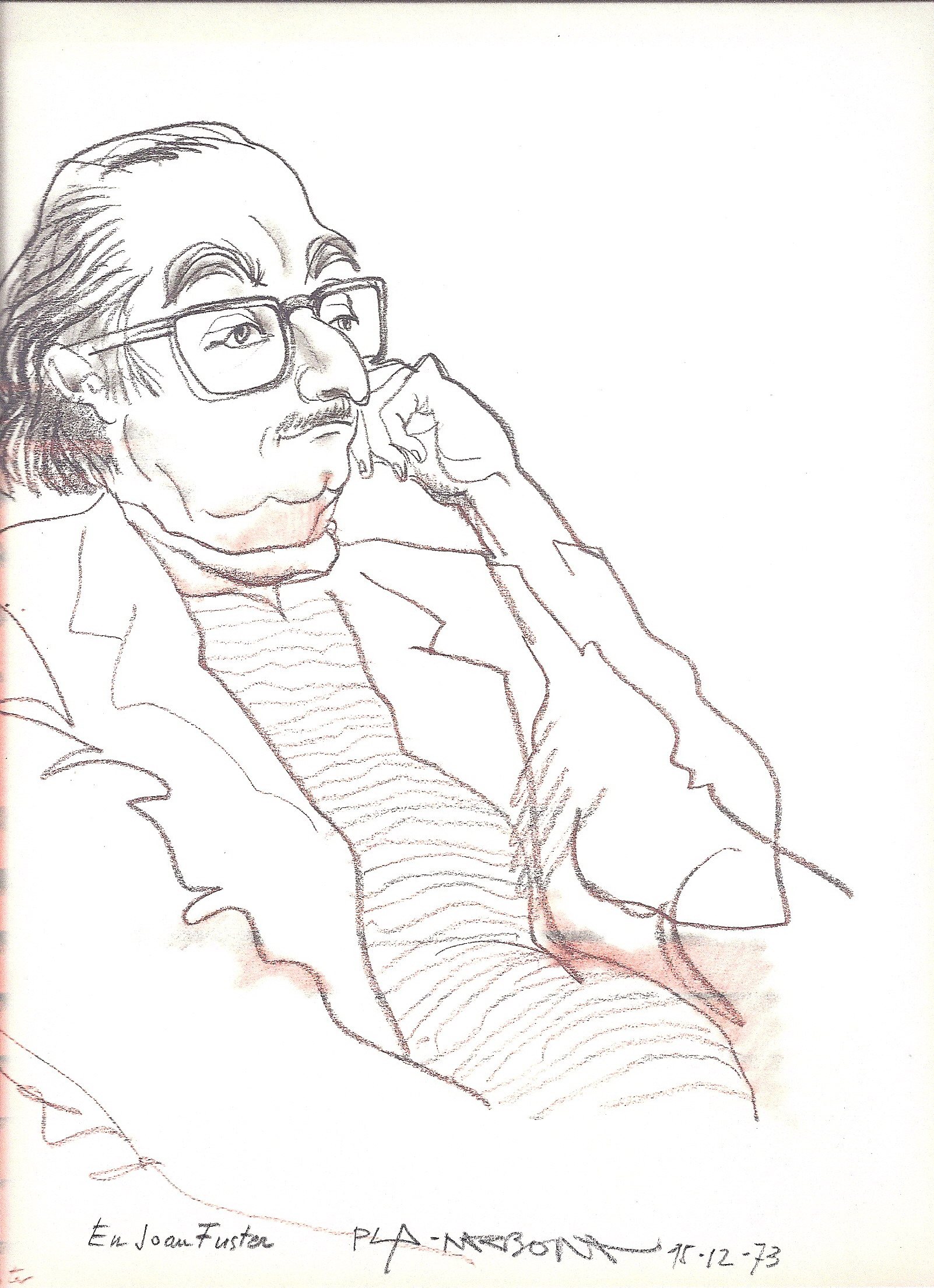
Retrat de Joan Fuster pel pintor Josep Pla-Narbona

Durant els anys 1950 es guanya el reconeixement dels intel·lectuals exiliats a Mèxic i de cercles reduïts d'intel·lectuals de Catalunya. El primer article que escriu per a La Nostra Revista, publicada a Mèxic, es titula «València en la integració de Catalunya» (1950), suposant el primer text programàtic escrit per Fuster. La primera visita de Fuster a Catalunya té lloc vers el 1950 i està a càrrec d'Oriol Folch i Camarasa. Hi estableix contacte amb Joan Triadú, Joaquim Molas, Albert Manent i Carles Riba. El 1952, amb motiu de les Festes de la Coronació de la Mare de Déu de Sales, patrona de Sueca, Fuster tradueix l'obra de Paul Claudel, L'Annonce faite à Marie, que es representa a Sueca l'11 d'octubre de 1952 sota el títol de La bona nova a Maria; en eixes mateixes dates redacta l'assaig Les idees religioses i l'existencialisme en el teatre modern. Del 1952 al 1956 publica a Pont Blau. El 1954, el filòleg i editor Francesc de Borja i Moll li editava a Mallorca l'assaig d'estètica El descrèdit de la realitat, amb el qual iniciava una brillant carrera d'assagista de vasta amplitud temàtica, servida per un estil incisiu, d'adjectivació hàbil i precisa. Un altre aspecte de la seua obra, iniciat també aleshores, va ser el de l'erudició, la història i la crítica literàries, que va alternar amb antologies de prosa. Fuster entrava així en un procés personal de professionalització al mateix temps que es produïa tot un procés de comprensió de la realitat valenciana. En 1955 publica Antologia de la poesia valenciana a l'Editorial Selecta de Barcelona, sent un dels primers textos on utilitza l'expressió Països Catalans. A causa de l'ús de l'estàndard oriental i del to «pro-català» que li va donar al text, Fuster va demanar al seu editor que explicitara l'origen valencià de l'autor. També este text suposa la primera vegada que Fuster es refereix al País Valèncià com un «país agrari», tret que jutjava com a negatiu. Durant la dècada del 1950, tanmateix, deixarà escrits desenes de textos de caràcter emfàtic on es lloaria a temes locals com les falles, la paella, o temes religiosos com la Mare de Déu dels Desamparats i la Processó del Corpus. El 1959 publica Un món per a infants (primer llibre de lectura), amb il·lustracions d'Andreu Alfaro. Possiblement, el primer llibre en català després de la guerra fet a posta per a ensenyar de llegir els infants.

### Dècada del 1960

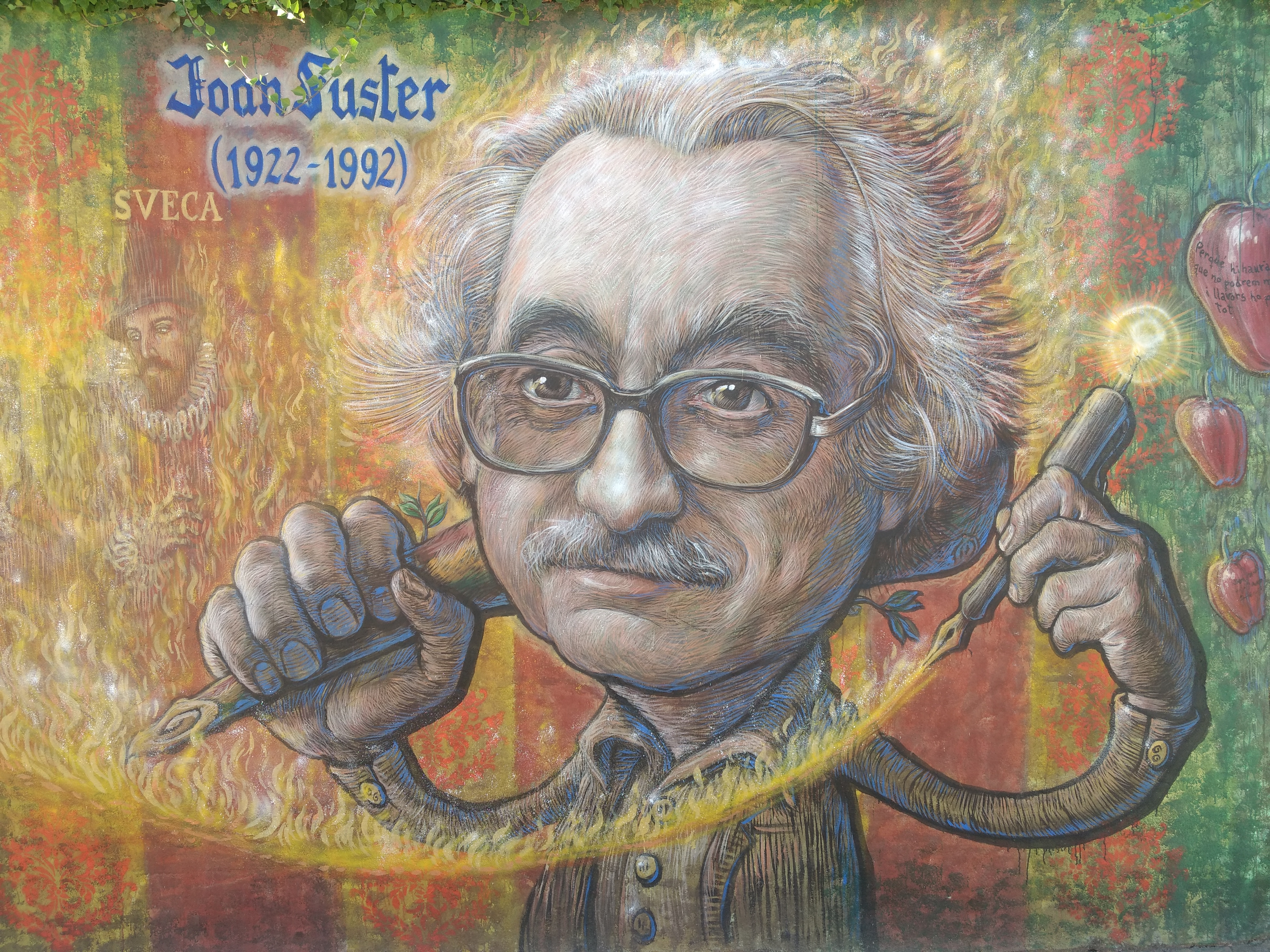
Joan Fuster al mural de Toni Espinar al Passeig de Batà de Muro (el Comtat)

En novembre de 1960 publica en el número en homenatge a Jaume Vicens Vives de la revista Serra d'Or una col·laboració en referència a un dels darrers escrits del català, Presència valenciana, que va ser escrit en el número de maig de la mateixa publicació. Al text, Fuster reclamava la catalanitat dels valencians, fet que provocà una carta en resposta del Grup Torre, on es desmarcaven tant d'aquelles afirmacions com d'una felicitació de nadal repartida per la revista on apareixia el mapa dels Països Catalans. A la carta, reivindicaren el «fet diferencial valencià», el nom de «València» per al conjunt del País Valencià i proposaren el concepte de «comunitat catalànica», denominació suggerida per Miquel Adlert i Noguerol a principis de la dècada del 1960. Encara hi hauria una tercera carta on Fuster compararia la reacció dels signants de la seua carta amb El perill català de Josep Maria Bayarri, i considerant que la resposta apareixia per la puixança del catalanisme en el minoritari grup de lletraferits de la València de postguerra. Des d'eixe moment el món del valencianisme de postguerra comença a dividir-se en dos vessants contraposats.
El 1962 es publiquen dos dels seus treballs més polítics, les obres Qüestió de noms, un assaig sobre els noms de la nació catalana i Nosaltres, els valencians (guardonat amb el Premi Lletra d'Or l'any 1963), llibre en el qual proposa la «reconstrucció nacional» del País Valencià dins el marc dels territoris de parla catalana, els Països Catalans, terme este que ell mateix va popularitzar. Jaume Pérez Montaner, estudiós de l'obra de Fuster, diu de Nosaltres, els valencians:
| « | La seua significació històrica ha estat tan remarcable que hom pot parlar des de la nostra perspectiva actual d'un abans i un després d'aquesta obra en qualsevol referència a la cultura i la consciència nacional del País Valencià. | » |

En estes obres, Fuster critica la realitat del País Valencià de l'època i proposa un programa modernitzador alternatiu. La sensació de fracàs col·lectiu, de poble incomplet i a mitges passarà a primer pla en l'obra fusteriana a mesura que vaja aprofundint en la proposta de Països Catalans. Tant a Nosaltres, els valencians com a El País Valenciano Fuster elabora una narrativa on la psicologia col·lectiva és la base que explica la identitat valenciana contemporània, de manera semblant a la «introducció històrico-psicològica» que Jaume Vicens i Vives va dir a Notícia de Catalunya. El mateix any apareix la guia de viatges El País Valenciano, editada en castellà per l'editorial Destino. El País Valenciano formava part de la col·lecció «Guías de España», on diversos autors realitzaven una guia de viatge de cadascuna de les regions de l'estat. Tot i que el contingut de caràcter polític a l'obra fora escàs, el llibre va despertar una reacció contrària per elements conservadors del País Valencià, amb polèmics articles negatius al diari Levante primer, i a Jornada i Las Provincias posteriorment. La causa de la polèmica no va ser altra que el desgrat de José Ombuena, periodista del Levante, pel fet que l'editorial Destino elegira al suecà i no a ell per a realitzar l'obra. També Francesc Almela i Vives es va sumar a la campanya, i el 1965 publicaria la seua pròpia guia Valencia y su reino. La campanya, dirigida de manera deliberada, va donar-li gran publicitat al llibre, a més de provocar que un ninot d'un fuster d'ofici fóra cremat a la Cavalcada del ninot. Després dels incidents, Joan Fuster no va tornar a publicar a la premsa valenciana del Movimiento Nacional. D'esta època daten les seues primeres col·laboracions a El Correo Catalán (1961-66).
Tanmateix, Fuster va jutjar com a «positius» els efectes de la polèmica, en tant que les seues propostes polítiques i culturals van guanyar visibilitat i la bel·ligerància dels sectors franquistes li va fer guanyar la simpatia dels sectors liberals i suports entre diferents sectors intel·lectuals i entre els joves universitaris, el públic que Fuster volia per a la seua obra. Entre el sector del valencianisme que sí que es va desmarcar de Fuster durant esta polèmica trobem la gent del Grup Torre, amb qui ja havia tingut enfrontaments dialèctics des de principis de la dècada. Estes discussions portaren a la divisió absoluta durant la Transició política, on Xavier Casp i Miquel Adlert abraçaren el secessionisme lingüístic. No farien així altres dels signants de la carta a Serra d'Or, ni Manuel Sanchis Guarner qui, tot i la discrepància amb Fuster, s'havia mantingut al marge de les polèmiques dels anys 1960 i trencaria relacions amb el Grup Torre després que estos es posicionaren en contra del suecà pels fets del llibre El País Valenciano.
El 1964 publica Raimon, dedicada al cantautor, i el 1967 Combustible per a falles.

### Abans i després deNosaltres, els valencians
L'obra de Fuster, a més de ser diversa quant a temes, també ho és quant a tècniques i gèneres. Va fer servir, sobretot, la forma de l'assaig llarg, però també l'aforisme (Judicis finals) o el dietari íntim (Indagacions possibles; Causar-se d'esperar). Dins el camp de l'assaig va publicar Figures de temps, premi Yxart (1957), Diccionari per a ociosos (1964), Causar-se d'esperar (1965), L'home, mesura de totes les coses (1967), etc., sempre dins la tradició de l'humanisme clàssic i dels moralistes i reformadors francesos (de Michel de Montaigne als enciclopedistes), crític, escèptic i amb humor corrosiu i autoironia relativitzant. Dels escrits d'història i crítica literària cal destacar-hi els estudis sobre Sant Vicent Ferrer, Isabel de Villena, Ausiàs March, Joan Roís de Corella, Joan Salvat-Papasseit, Josep Pla, Salvador Espriu, etc. Com a historiador de la llengua destaca la seua col·laboració en el segon volum de la Història de Catalunya. També col·laborà amb articles sobre el País Valencià a la Gran Enciclopèdia Catalana. Dels milers de pàgines que Fuster va escriure, les seues Obres completes (Edicions 62), només en recullen una part.
El 1975 va rebre el Premi d'Honor de les Lletres Catalanes. El 1978 va patir un primer atemptat, i més tard, un altre l'11 de setembre del 1981, coincidint amb la Diada Nacional de Catalunya, en el seu domicili, amb la col·locació de dos artefactes explosius que no van ocasionar danys personals a l'escriptor, però sí al seu habitatge i a la seua biblioteca. Els autors dels atemptats mai no van ser detinguts.

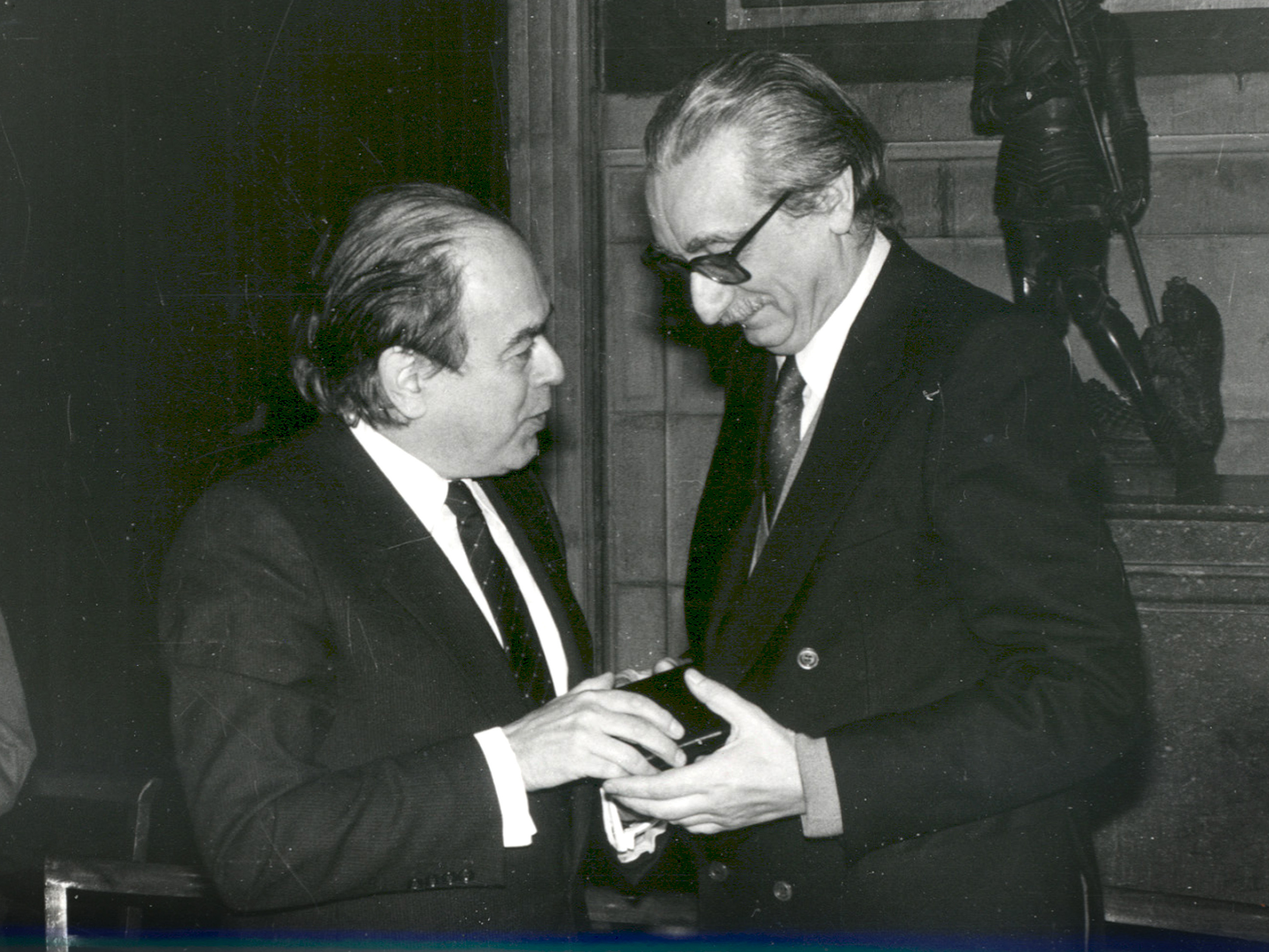
Joan Fuster rebent la Medalla d'Or de la Generalitat de Catalunya l'any 1983

El 1983 es va incorporar com a professor contractat a la Universitat de València per impartir l'assignatura d'Història de la Llengua. El mateix any va ser distingit amb la Medalla d'Or de la Generalitat de Catalunya i un any més tard va ser investit doctor honoris causa per la Universitat de Barcelona i per la Universitat Autònoma de Barcelona.
El 1985 es va doctorar en Filologia Catalana a la Universitat de València, amb l'estudi i l'edició de La Regla del Convent de Sant Josep de València i el 1986 va obtenir la càtedra de Literatura en la mateixa Universitat.
Els últims anys de la seua vida va suspendre gairebé del tot l'activitat pública i es va dedicar a la investigació i a la càtedra universitària. Fruit d'este treball són els estudis reunits en Llibres i problemes del Renaixement (1989).
Va ser membre agregat de l'Institut d'Estudis Catalans, i de la Institució Valenciana d'Estudis i Investigació. Va formar part del Consell Valencià de Cultura, de l'Institut Valencià de Filologia i del consell assessor de la Biblioteca Valenciana, promotor i primer president d'Acció Cultural del País Valencià (1978) i president de l'Associació d'Escriptors en Llengua Catalana (1987-1991).
Va morir a Sueca el 21 de juny del 1992. Aquell mateix any i a títol pòstum, la Generalitat Valenciana li va concedir la Distinció de la Generalitat Valenciana al Mèrit Cultural. La Universitat Jaume I de Castelló va organitzar actes en homenatge seu i Acció Cultural del País Valencià l'homenatja amb la convocatòria d'un premi d'assaig que porta el seu nom. El 13 de setembre de 1997 uns brètols profanaren la tomba de Joan Fuster. Els partits polítics i entitats culturals del País Valencià van responsabilitzar dels fets al clima blaverista imperant en alguns sectors del País Valencià, també a nivell institucional.

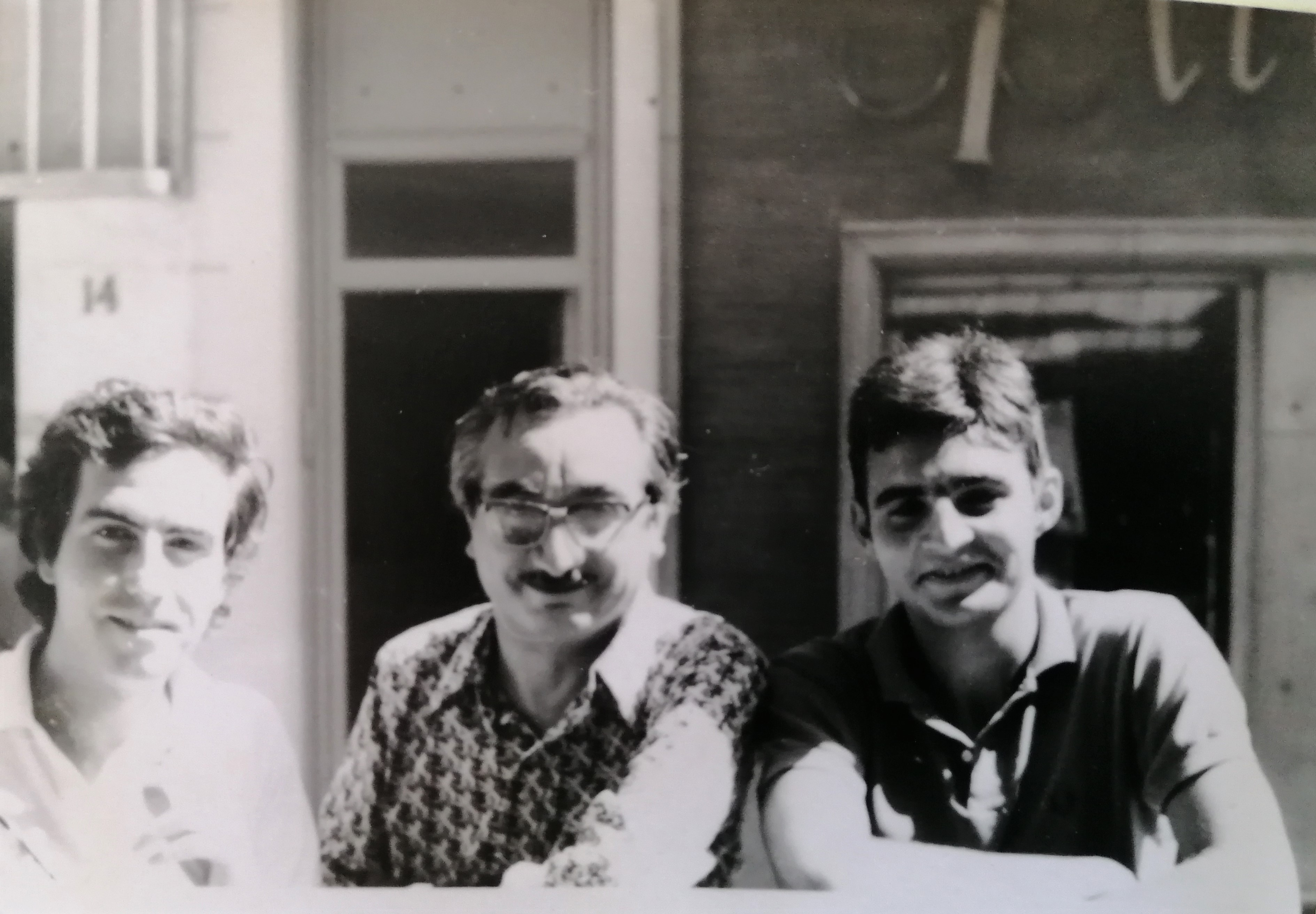
Manuel Boix, Joan Fuster i Vicent Madramany l'any 1968

Josep Pla va dir de Fuster: «Representa una nova mentalitat. No és un valencià estricte, ni un català de València, ni un valencià catalanitzat. Fuster és un element normal de la totalitat de la nostra àrea lingüística».
Francesc Pérez Moragón i Salvador Ortells han publicat: Joan Fuster. D'un temps, d'un país (1922-1992). València: Institució Alfons el Magnànim-Generalitat Valenciana-Consell Valencià de Cultura, 2022, una àmplia biografia il·lustrada sobre l'assagista, resultat d'anys d'investigació sobre l'autor.
L’Acadèmia Valenciana de la Llengua va declarar Joan Fuster Escriptor de l’Any 2022, en coincidència amb el centenari de naixement. Entre els nombrosos actes i publicacions duts a terme per tot arreu, també s'ha fet una significativa exposició al Centre del Carme Cultura Contemporània (València, novembre 2022-juny 2023), comissariada per Francesc Pérez Moragón, Edelmir Galdón Casesnoves i Salvador Ortells Miralles, la qual es troba recollida en el catàleg Joan Fuster en el seu temps (Consorci de Museus de la Comunitat Valenciana, 2023).

## Publicacions

### Assaig
- Antología del surrealismo español. Amb José Albi. Alacant: Verbo, Cuadernos Literarios, núm. 23-24-25, 1952.
- La poesia catalana fins a la Renaixença. Mèxic: Edicions Catalanes de Mèxic, 1954.
- Pàgines escollides de sant Vicent Ferrer. Barcelona: Barcino, 1955.
- El descrèdit de la realitat. Ciutat de Mallorca: Moll, 1955; 2a ed.: Barcelona: El Observador; 3a ed.: Alzira: Bromera.
- Antologia de la poesia valenciana. Barcelona: Selecta, 1956.
- La poesia catalana. Ciutat de Mallorca: Moll, 1956. 2 vol.
- Les originalitats. Barcelona: Barcino, 1956; 2a ed., Alzira: Bromera, 1999. Introducció d'Antoni Martí Monterde.
- El món literari de sor Isabel de Villena. València: Lo Rat Penat, 1957.
- Figures de temps. Barcelona: Selecta, 1957.
- Indagacions possibles. Palma: Moll, 1958.
- Recull de contes valencians. Barcelona: Albertí, 1958.
- Ausiàs March. Antologia poètica. Barcelona: Selecta, 1959.
- Un món per a infants. Selecció de Joan Fuster, il·lustracions d'Andreu Alfaro. València: 1959; 2a ed., València: Adonay, 2007. Pròleg de Francesc Pérez Moragón. Facsímil.
- Judicis finals. Ciutat de Mallorca: Moll, 1960; 2a ed., València: Càtedra Joan Fuster-Universitat de València, 2003. «Unes paraules inicials» de Josep Palàcios.
- Joan Serrallonga. Vida i mite del famós bandoler. Barcelona: Aedos, 1961
- Valencia. Madrid: Dirección General de Turismo, 1961.
- Nosaltres, els valencians. Barcelona: Edicions 62, 1962; 2a ed., 1976; 3a ed.: València: MIL999/MCB, 1998; 4a ed., pròleg de Salvador Ortells. Barcelona: Edicions 62, 2022.
- El País Valenciano. Fotografies de Ramón Dimas. Barcelona: Destino, 1962.
- Poetes, moriscos i capellans. València, L'Estel, 1962.
- Qüestió de noms. Barcelona: Aportació Catalana, 1962.
- El bandolerisme català II. La llegenda. Barcelona: Aymà, 1963.
- Raimon. Barcelona: Alcides, 1964; 2a ed., pròleg de J. M. Castellet. Barcelona: La Magrana, 1988; 3a ed., València: UPV, 2009.
- Diccionari per a ociosos. Barcelona: A. C., 1964.
- Alicante y la Costa Blanca. Barcelona: Planeta, 1965.
- Causar-se d'esperar. Barcelona, A. C., 1965.
- Combustible per a falles. València: Garbí, 1967; 2a ed., Alzira: Bromera, 1992. Introducció i notes d'Antoni Furió.
- L'home, mesura de totes les coses. Barcelona: Edicions 62, 1967.
- Consells, proverbis i insolències. Barcelona: A. C., 1968; 2a ed.: dins Indagacions i propostes. Barcelona: Edicions 62-la Caixa, 1981; 3a ed.: Barcelona: Ara Llibres, 2022. Pròleg de Jordi Muñoz.
- Examen de consciència. Barcelona: Edicions 62, 1968.
- Heretgies, revoltes i sermons. Tres assaigs d'història cultural. Barcelona: Selecta, 1968 (Premi Crítica Serra d'Or d'assaig, 1969); 2a ed., Catarroja: Afers, 2008. Epíleg de Manuel Ardit.
- Obres completes I. Llengua, literatura, història. Barcelona: Edicions 62, 1968.
- Abans que el sol no creme. Barcelona: La Galera, 1969.
- Obres completes II. Diari 1952-1960. Barcelona: Edicions 62, 1969; 2a ed., 1979; 3a ed., 1991; 4a ed., València: Edicions Tres i Quatre, 2022. Introducció d'Enric Iborra.
- «Hi ha més catalans encara», fascicle de Dolça Catalunya. Barcelona: Mateu, 1969.
- L'Albufera de València. Barcelona: Les Edicions de la Rosa Vera, 1970. Amb gravats de Jaume Pla.
- Obres completes III. Viatge pel País Valencià. Barcelona: Edicions 62, 1971.
- Babels i babilònies. Ciutat de Mallorca: Moll, 1972.
- Literatura catalana contemporània. Barcelona: Curial, 1972 (Premi Crítica Serra d'Or d'assaig, 1973).
- Rebeldes y heterodoxos. Esplugues de Llobregat: Ariel, 1972. Trad. de Josep Palàcios.
- Contra Unamuno y los demás. Barcelona: Península, 1975.
- Obres completes IV. Assaigs 1. Barcelona: Edicions 62, 1975.
- La Decadència al País Valencià. Barcelona: Curial, 1976.
- Un país sense política. Reflexions valencianes. Barcelona: La Magrana, 1976; 2a ed., Alzira: Bromera, 1995, introducció de Joan Francesc Mira.
- El blau en la senyera. València: Tres i Quatre, 1977.
- Contra el noucentisme. Barcelona: Crítica, 1977.
- Obres completes V. Literatura i llegenda. Barcelona: Edicions 62, 1977.
- Destinat (sobretot) a valencians. València: Tres i Quatre, 1979.
- Notes d'un desficiós. València, Almudín, 1980. Pròleg de Vicent Ventura.
- Ara o mai. València: Tres i Quatre, 1981.
- Indagacions i propostes. Barcelona: Edicions 62-La Caixa, 1981. Pròleg de Carme Arnau.
- País Valencià, per què?. València: Tres i Quatre, 1982.
- Joan Fuster en els seus millors escrits. Pròlegs de Jaume Pérez Montaner, Maria Àngels Anglada, Antoni Seva i altres. Barcelona: Miquel Arimany, 1982.
- Veure el País Valencià. Fotografies de Raimon Camprubí. Barcelona: Destino, 1983.
- Cultura nacional i cultures regionals dins els Països Catalans. Barcelona: Departament de Cultura de la Generalitat de Catalunya, 1983.
- Sagitari. València: Diputació de València, 1985; 2a ed.: Alzira: Bromera, 1993. Introducció d'Enric Sòria.
- Pamflets polítics. Barcelona: Empúries, 1985.
- Punts de meditació (Dubtes de la «Transición»). València: Eliseu Climent, 1985.
- Llibres i problemes del Renaixement. Barcelona: Publicacions de l'Abadia de Montserrat, 1989.
- Textos d'exili. València: Generalitat Valenciana, 1991. Edició de Santi Cortés, pròleg d'Alfons Cucó.
- Obres completes VI. Assaigs 2. Barcelona: Edicions 62, 1991.
- Ser Joan Fuster. Antologia. A cura de J. A. Fluixà i A. Martínez. Alzira: Bromera, 1991.
- L'aventura del llibre català. Epíleg de F. Vallverdú. Barcelona: Empúries, 1992.
- Estudis d'història cultural. Antologia de textos. Castelló de la Plana: Universitat Jaume I. Presentació de Francesc Michavila. Pròleg i selecció de Francesc Pérez Moragón.
- Figures de temps. Pròleg de Josep Iborra. València: Institució Alfons el Magnànim, 1993. Col. «BAV» 29.
- Elogi del meu poble. A cura d'A. Furió. Sueca: A la Ribera del Xúquer, 1993; 2a ed., Catarroja: Afers, 1997; 3a ed., Sueca: Llibreria Sant Pere, 2006.
- Fuster sabàtic. Entrevista de M. Alberola i V. Martí. Pròleg de R. Barnils. Altea: Aigua de Mar, 1994. No venal.
- Dietari inèdit (31-VII-54/2-X-55). Facsímil. Altea: Aigua de Mar, 1994. No venal.
- Llegint i escrivint (Artículos periodísticos en Levante-EMV, 1952-1957). Edició d'Antoni Furió; pròleg de Ferran Belda. Barcelona: Prensa Ibérica, 1995.
- Misògins i enamorats. Introducció i notes d'Albert Hauf. Alzira: Bromera, 1995.
- Escrits sobre la llengua. València: Tàndem 1996.
- Raons i paraules. Ed. d'Isidre Crespo. Barcelona: Hermes Editora General, 1999.
- Aforismes. Edició d'Isidre Crespo. Alzira: Bromera, 2000.
- Poesia, aforismes, diari, vinyetes i dibuixos. Obra completa. Volum primer. Edició d'Antoni Furió i Josep Palàcios. Barcelona: Edicions 62-Diputació de Barcelona-Universitat de València, 2002.
- Les Constitucions del Convent de Sant Josep de València (segle xvi). València: PUV, 2002.
- De viva veu. Entrevistes 1952-1992. Edició d'Isidre Crespo. Pròleg d'Enric Sòria. Catarroja: Afers, 2003; 2a ed., corregida i ampliada: Catarroja-València: Afers-Institució Alfons el Magnànim, 2022.
- Dos quaderns inèdits (20-IV-1954/31-VII-1954 i 31-VII-1954/2-X-1955). Introducció i notes de Francesc Pérez Moragón. Alzira: Bromera, 2004.
- Viure per viure. Pròleg d'Antoni Furió. Trad. d'A. Furió i Josep Palàcios. València: PUV, 2005.
- Bestiari. Edició de Francesc Pérez Moragón i Josep Palàcios. Pròleg de Francesc Pérez Moragón. València: Universitat de València-Càtedra Joan Fuster, 2005.
- Contra Unamuno i tots els altres. Introducció i traducció de Ferran Garcia-Oliver. Alzira: Bromera, 2007.
- Heregies, revoltes i sermons. Tres assaigs d'història cultural. Epíleg de Manuel Ardit. Catarroja: Afers, 2008.
- Discordances. Edició i traducció d'Enric Sòria. Alzira: Bromera, 2010. (Articles de la revista Jano.)
- Més discordances. Edició i traducció d'Enric Soria. Pròleg de Josep A. Fluixa. Alzira: Bromera, 2011. (Articles de la revista Jano.)
- Significació espiritual de la Muntanyeta dels Sants [1994]. Pròleg de Josep Franco. Sueca: A la Ribera del Xúquer, 2011.
- Assaig I. Assaig II. Obra completa. Volums segon i tercer. Edició d'Antoni Furió i Josep Palàcios. Barcelona: Edicions 62-Universitat de València, 2012.
- Les idees religioses i l'existencialisme en el teatre modern. La bona nova a Maria (de Paul Claudel, versió i adaptació de Joan Fuster). Edició de Santi Vallés i Francesc Pérez Moragón. Paiporta: Denes, 2014. Col·lecció «Rent».[48]
- Notes d'un desficiós. Pròleg de Nel·lo Pellisser, epíleg d'Emili Piera. València: Institució Alfons el Magnànim, 2017. Col·lecció «Papers de Premsa».
- Escrits de combat. Pròleg de Josep Lluís Carod Rovira; epíleg de Ferran Garcia-Oliver. València: Tres i Quatre, 2020. Recull de pamflets polítics 1962-1983.[49]
- Figura d'assaig. Literatura, crítica, cultura (1948-1992). Selecció i pròleg d'Antoni Martí Monterde. Barcelona: Comanegra, 2021.
- Escritos de crítica cultural. F. Pérez Moragón & Salvador Ortells (eds.). València: PUV, 2022.

### Poesia

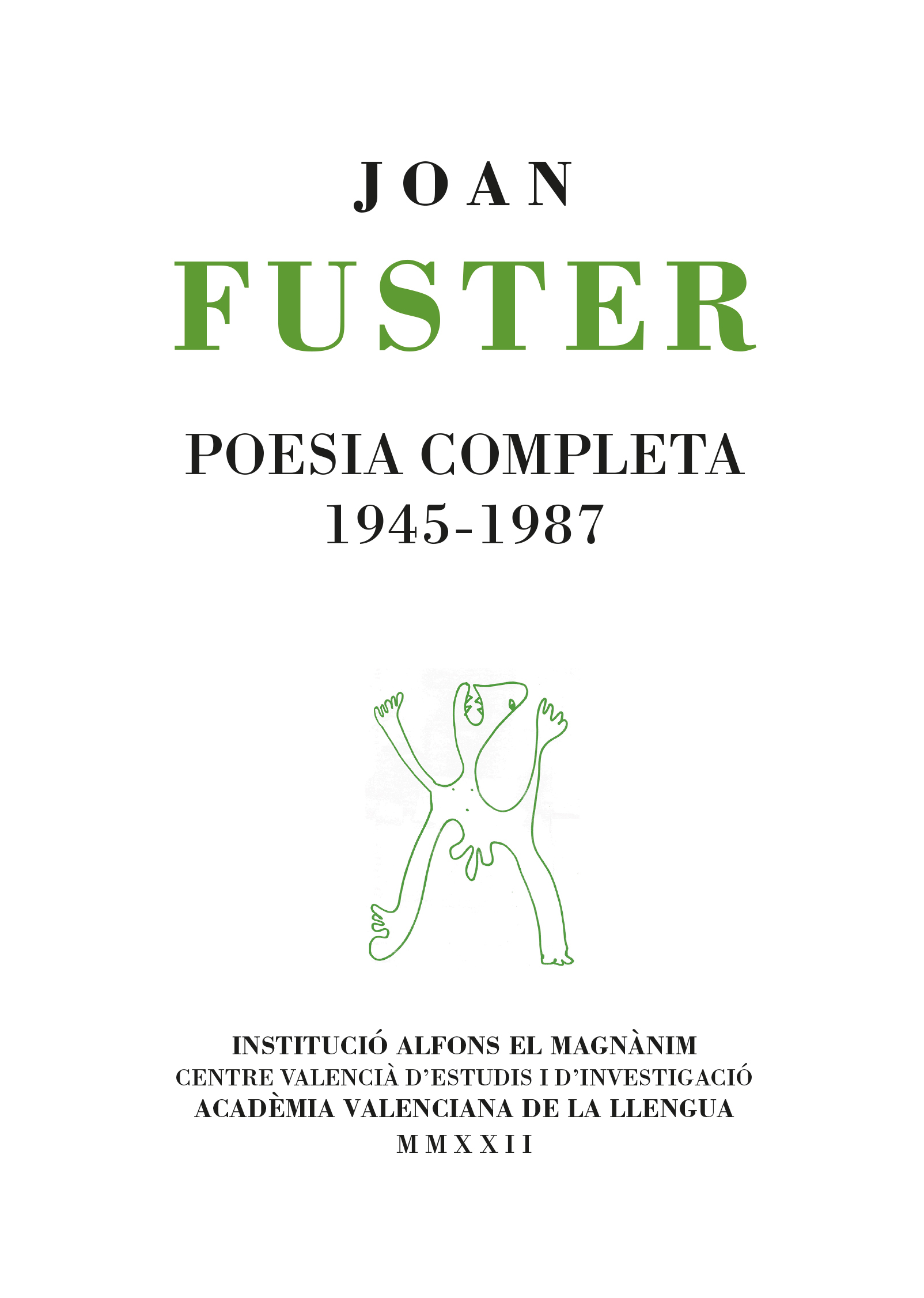
Vinyeta de Joan Fuster

- Vinyeta de Joan FusterSobre Narcís. València: Torre, 1948.
- 3 poemes. Alacant: Verbo, 1949.
- Ales o mans. València: Torre, 1949.
- Va morir tan bella. València: Torre, 1951.
- Terra en la boca. Pròleg de J. V. Foix. Barcelona: Barcino, 1953; 2a ed.: Catarroja: Afers, 1993, dibuixos de Manuel Boix.
- Escrit per al silenci. València: Institució Alfons el Magnànim, 1954; 2a ed.: pròleg de Joan Fuster. València: Eliseu Climent, 1978.
- «Elegia a Rabelais», en: Obres completes II. Diari 1952-1960. Barcelona: Edicions 62, 1969, pp. 67-78; 2a ed., 1979; 3a ed., 1991; 4a ed., València: Tres i Quatre, 2022. Introd. d'Enric Iborra.
- Set llibres de versos. Pròleg de Joan Fuster. València: Eliseu Climent, 1987.
- Obra pia (1947-1960). Edició de Giambattista Pitti-Fowles. Alzira-Sueca: Bromera-A la Ribera del Xúquer, 1989. No venal.
- Antologia poètica. Edició de Josep Ballester. Barcelona: Proa, 1993.
- Poesia (Set llibres de versos, Obra pia, Poemes solts), en: Obra completa. Volum primer. Poesia, aforismes, diari, vinyetes i dibuixos. Edició d'Antoni Furió i Josep Palàcios. Barcelona: Edicions 62-Diputació de Barcelona-Universitat de València, 2002.
- Joan Fuster recitable. Selecció i pròleg de Salvador Ortells Miralles. La Pobla Llarga: Edicions 96, 2016. Llibre-CD.
- Poemes inèdits. Edició i introducció de Salvador Ortells Miralles. València: Institució Alfons el Magnànim, 2018.[50]
- Poesia completa 1945-1987. Edició i pròleg de Salvador Ortells Miralles. València: Institució Alfons el Magnànim-Acadèmia Valenciana de la Llengua, 2022.
- 77 poemes. Introducció i selecció de Josep Ballester. Lleida: Pagès, 2022.
- No prosa. Poemes entre el surrealisme i la ironia. Introducció i edició de Josep Ballester. Barcelona: Saldonar, 2022.

### Correspondència
- Epistolari Joan Fuster-Vicenç Riera Llorca. Barcelona: Curial, 1993. Edició a cura de Josep Ferrer i Joan Pujadas.
- Correspondència 1. Cahner, Manent, Riba, Pla, Espriu, Vilallonga. València: Tres i Quatre, 1998. Edició a cura de Francesc Pérez Moragón.
- Correspondència 2. Agustí Bartra i altres noms de l'exili americà. València: Tres i Quatre, 1998. Edició a cura de Santi Cortés.
- Correspondència 3. Ernest Martínez Ferrando. València: Tres i Quatre, 1999. Edició a cura de Vicent Alonso.
- Correspondència 4. Manuel Sanchis Guarner, Josep Giner, Germà Colón. València: Tres i Quatre, 2000. A cura d'Antoni Ferrando.
- Correspondència 5. Francesc de Borja Moll i Aina Moll, Joan Coromines, Josep Maria Llompart. València: Tres i Quatre, 2002. A cura de Josep Ferrer i Joan Pujadas.
- Correspondència 6. Vicent Ventura i Josep Garcia Richart. València: Tres i Quatre, 2003. Edició a cura d'Adolf Beltran.
- Correspondència 7. Joaquim Maluquer, 1a part. València: Tres i Quatre, 2004. A cura de Xavier Ferré.
- Correspondència 8. Joaquim Maluquer, 2a part. València: Tres i Quatre, 2005. A cura de Xavier Ferré.
- Correspondència 9. Xavier Casp, Miquel Adlert, Santiago Bru i Vidal, 1a part. València: Tres i Quatre, València, 2006. A cura de Josep Ballester.
- Correspondència 10. Xavier Casp, Miquel Adlert, Santiago Bru i Vidal, 2a part. València: Tres i Quatre, València, 2007. A cura de Josep Ballester.
- Correspondència 11. Rafael Tasis, Joan Triadú, Antoni Comas, Albert Manent i Joaquim Molas (1a part). València: Tres i Quatre, 2009. A cura de Josep-Vicent Garcia Raffi.
- Correspondència 12. Rafael Tasis, Joan Triadú, Antoni Comas, Albert Manent i Joaquim Molas (2a part). València: Tres i Quatre, 2010. A cura de Josep-Vicent Garcia Raffi.
- Correspondència 13. Max Cahner. València: Tres i Quatre, 1998. Edició a cura de Josep Ferrer i Joan Pujades.
- Correspondència 14. La generació valenciana dels seixanta. Lluís V. Aracil, Alfons Cucó, Màrius Garcia Bonafé i altres. València: Tres i Quatre, 2013. Edició a cura de Juli Capilla.
- Correspondència 15. Vicenç Riera Llorca. 1a part. València: Tres i Quatre, 2020. Introducció d'Antoni Furió. Edició a cura de Joan Pujadas Marquès i Josep Ferrer Costa.
- Correspondència 16. Vicenç Riera Llorca. 2a part. València: Tres i Quatre, 2020. Edició a cura de J. Pujadas Marquès i J. Ferrer Costa.
- Correspondència 17. Valencianistes de postguerra. 1a part. València: Tres i Quatre, 2022. Edició a cura de Faust Ripoll.
- Correspondència 18. L'entorn d'Edicions 62, 1a part (Josep Maria Castellet i Francesc Vallverdú). València: Tres i Quatre, 2022. Edició a cura de Teresa Muñoz Lloret.
- Correspondència 19. L'entorn d'Edicions 62, 1a part (Eulàlia Duran i Teresa Lloret). València: Tres i Quatre, 2022. Edició a cura de Teresa Muñoz Lloret.
- Correspondència 20. Raimon i altres noms de la Nova Cançó. València: Tres i Quatre, 2024. Edició a cura de Rafael Xambó.

### Traduccions
Castellà
- El descrédito de la realidad. Traducció de Josep Palàcios. Barcelona: Seix Barral, 1957; 2a ed., Barcelona: Ariel, 1975; 3a ed., València: Facultat de Belles Arts-UPV, 1999.
- El País Valenciano. Barcelona: Destino, 1962.
- Las originalidades. Maragall y Unamuno frente a frente: Santiago de Xile/Madrid: Cruz del Sur, 1964.
- Alicante y la Costa Blanca. Barcelona: Planeta, 1965.
- Nosotros, los valencianos. Trad. de Josep Palàcios. Barcelona: Península, 1967; 2a ed., 1976; 3a ed., València: Mil999, 1996; 4a ed., Madrid: Diario El Mundo, 2004.
- Antes que el sol no queme.../Abans que el sol no creme...: Barcelona: La Galera, 1969.
- Poetas, moriscos y curas. Madrid: Ciencia Nueva, 1969.
- Diccionario para a ociosos: Barcelona: Edicions 62, 1970; 2a ed., Barcelona: Marca Hispánica, 1986; 3a ed., Barcelona: Península, 1992.
- Contra Unamuno y los demás. Barcelona: Península, 1975.
- L’home, mesura de totes les coses. Madrid: Seminarios y Ediciones, 1970.
- Rebeldes y heterodoxos. Esplugues de Llobregat: Ariel, 1972.
- Contra Unamuno y los demás. Barcelona: Península, 1975; 2a ed., 1998.
- Literatura catalana contemporánea. Madrid: Editora Nacional, 1975.
- Ver el País Valenciano. Fotografías de Raimon Camprubí. Barcelona: Destino, 1983.
- Nuevos ensayos civiles. Edició de Justo Serna i Encarna Garcia Monerris. Madrid: Espasa-Calpe, 2004.
- Sagitario. Traducció de Maria Rosich. Pròleg de Mercedes Cebrián. Barcelona: Rayo Verde, 2022.
- Consejos, proverbios e insolencias. Traducció d'Àngela Elena Palacios. Pròleg de Suso de Toro. Barcelona: Hurtado & Ortega-Magnànim, 2022.

Anglès
- Alicante y la Costa Blanca. Barcelona: Planeta, 1965.
- Dictionary for the idle. Traducció de Dominic Keown. Sheffield: Sheffield Academic Press, 1992; 2a ed., Nottingham: Five Leaves Publications, 2006.
- Final judgements. Traducció de Mary Ann Newman. Pròleg d'Adam Gopnik. Londres: Fum d'Estampa Press, 2022.

Italià
- Dizionario per oziosi. Trad. de Donatella Siviero, pròleg de Costanzo Di Girolamo. Nàpols: Tulio Pironte, 1994.
- Giudizi finali-Judicis finals. Trad. de G. Faggin i V. Simbor. Faenza: Mobydick, 2006.

Francès
- Alicante y la Costa Blanca. Barcelona: Planeta, 1965.
- Dictionnaire à l'usage des oisifs. Trad. de Jean-Marie Barberà. Prefacis de Dominique Maingueneau i Vicent Salvador. Tolosa de Llenguadoc: Anacharsis, 2010.

Alemany
- Alicante y la Costa Blanca. Barcelona: Planeta, 1965.

#### Gallec
- Nacionalismo, liberalismo e outros temas. Selecció, presentació i traducció de Xesús González Gómez. Santiago de Compostel·la: Laiovento, 2022.

### Obres completes
- Obres completes I. Llengua, literatura, història. Barcelona: Edicions 62, 1968.
- Obres completes II. Diari 1952-1960. Barcelona: Edicions 62, 1969; 2a ed., 1979; 3a ed., 1991.
- Obres completes III. Viatge pel País Valencià. Barcelona: Edicions 62, 1971.
- Obres completes IV. Assaigs 1. Barcelona: Edicions 62, 1975.
- Obres completes V. Literatura i llegenda. Barcelona: Edicions 62, 1977.
- Obres completes VI. Assaigs 2. Barcelona: Edicions 62, 1991.
- Poesia, aforismes, diari, vinyetes i dibuixos. Obra completa. Volum primer. Edició d’Antoni Furió i Josep Palàcios. Barcelona: Edicions 62-Diputació de Barcelona-Universitat de València, 2002.
- Assaig I. Assaig II. Obra completa. Volums segon i tercer. Edició d’Antoni Furió i Josep Palàcios. Barcelona: Edicions 62-Universitat de València, 2012.
- Llengua i literatura, I: Dels orígens a la Renaixença. Volum quart. Edició d’Antoni Furió i Josep Palàcios. Barcelona: Edicions 62-Universitat de València-Institució Alfons el Magnànim, 2022.
- Llengua i literatura II: Època contemporània. Volum cinquè. Edició d'Antoni Furió i Josep Palàcios. Barcelona: Edicions 62-Universitat de València-Institució Alfons el Magnànim, 2022.